# Ceraclea ruthae
Ceraclea ruthae is een schietmot uit de familie Leptoceridae. De soort komt voor in het Nearctisch gebied.